# Dámaso de Lario
Dámaso de Lario Ramírez (Valencia, 8 de septiembre de 1949) es un diplomático e historiador español.

## Biografía
Doctor en Historia, ingresó en 1977 en la carrera diplomática. Pasó un año como residente de la Casa de Velázquez en Madrid en 1977-1978para estudias a la École des hautes études hispaniques. Ha estado destinado en las representaciones diplomáticas españolas en Jordania, Australia y Reino Unido. Ha sido Comisario General de la Sección Española  en la Exposición Internacional de Brisbane (Australia) 1988, secretario Permanente y Vicepresidente de la Sección Española del Comité Permanente Hispano-Norteamericano de Cooperación para la Defensa. 
En 1998 fue nombrado subdirector general de Relaciones Económicas Bilaterales con países no europeos y, posteriormente, embajador de España en la República de Indonesia, con acreditación en Singapur y la República Democrática de Timor Oriental, y embajador en la República Bolivariana de Venezuela. De agosto a noviembre de 2010 ocupó el puesto de director general de Comunicación Exterior. Nombrado el 19 de noviembre de 2010, embajador en Misión Especial para las Relaciones con Países del Golfo, y el 31 de agosto de 2012, embajador en Misión Especial para Asuntos Internacionales de Medio Ambiente. Ha sido cónsul general de España en Toulouse (Francia) desde agosto de 2013 hasta su jubilación en 2018.

## Publicaciones
- "Escuelas de imperio: La formación de una élite en los Colegios Mayores (siglos XVI-XVII)", Ed. Dykinson, Madrid, 2019, 465 pp. ISBN: 978-84-1324-099-2